# Azotit
Azotiții (sau nitriții) sunt săruri ale acidului azotos.
Nitriții metalelor alcaline sunt solubili în apă, iar cei ai metalelor grele sunt mai greu solubili.